# Windsor Road
Die Windsor Road ist eine Hauptverbindungsstraße im Osten des australischen Bundesstaates New South Wales. Sie verbindet die Church Street und den Cumberland Highway in Parramatta mit The Northern  Road, dem Hawkesbury Valley Way und der Putty Road in Windsor.

## Verlauf
Die Windsor Road zweigt als Fortsetzung der Church Street (S40) von der Briens Road und dem James Ruse Drive (Cumberland Highway) in Parramatta nach Nordwesten ab. Bei Baulkham Hills kreuzt sie den Hills Motorway (Met-2 / Met-7). Durch Castle Hill führt sie weiter nach Nordwesten und dann bei Kellyville nach Westen.
Dort mündet die von Südosten kommende Old Windsor Road (Met-2) ein. Die Windsor Road biegt wieder nach Nordwesten ab und übernimmt, zusätzlich zur Bezeichnung Staatsstraße 40, die Bezeichnung Metroad 2. Durch Rouse Hill, Box Hill und Vineyard führt sie bis nach Graths Hill, wo die Pitt Town Road (S65) nach Nordosten abzweigt. Wenig später erreicht sie ihren Endpunkt in Windsor, wo sie auf The Northern Road (Met-9) und Putty Road (S69) trifft. Der nach Westen führende Hawkesbury Valley Way übernimmt dort die Nummerierung als Staatsstraße 40.

## Geschichte
Zusammen mit der Old Windsor Road ab Baulkham Hills wurde die Windsor Road von Kellyville bis nach Windsor bis zum November 2007 als vierspurige Ausfallstraße mit Mittelstreifen ausgebaut.